# 達布爾斯普林 (內華達州)
達布爾斯普林（英語：Double Spring）是位於美國內華達州道格拉斯縣的普查規定居民點。

## 人口
根據2020年美國人口普查的數據，達布爾斯普林的面積為22.70平方千米，皆為陸地。當地共有人口180人，而人口密度為每平方千米7.93人。